# Лан-Субиран
Лан-Субира́н (фр. Lanne-Soubiran) — коммуна во Франции, находится в регионе Юг — Пиренеи. Департамент — Жер. Входит в состав кантона Ногаро. Округ коммуны — Кондом.
Код INSEE коммуны — 32191.

## География

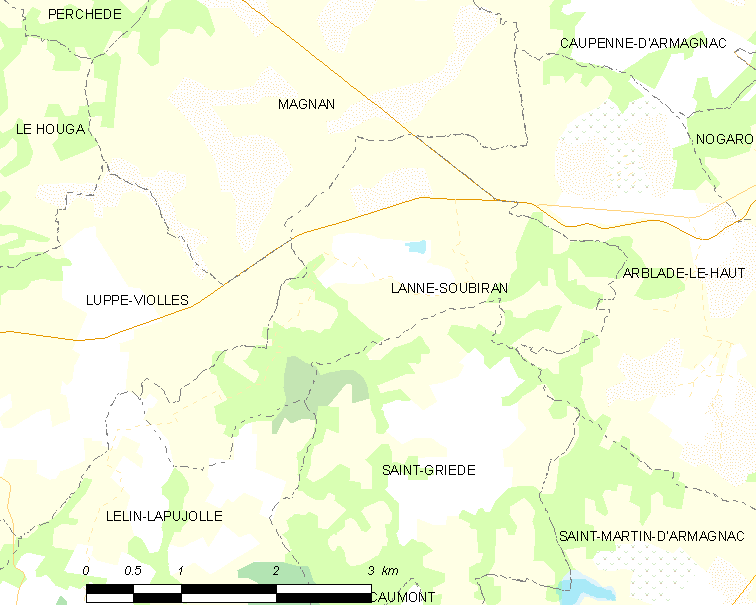
Карта коммуны

Коммуна расположена приблизительно в 600 км к югу от Парижа, в 130 км западнее Тулузы, в 60 км к западу от Оша.

## Климат
Климат умеренно-океанический. Лето жаркое и немного дождливое, температура часто превышает 35 °С. Зимой часто бывает отрицательная температура и ночные заморозки. Годовое количество осадков — 700—900 мм.

## Население
Население коммуны на 2010 год составляло 123 человека.
| 1962 | 1968 | 1975 | 1982 | 1990 | 1999 | 2010 |
| ---- | ---- | ---- | ---- | ---- | ---- | ---- |
| 160  | 163  | 101  | 103  | 105  | 90   | 123  |

## Администрация
| Период | Период | Фамилия        | Партия | Примечания |
| ------ | ------ | -------------- | ------ | ---------- |
| 2001   | 2008   | Жан-Мари Вайан |        |            |
| 2008   | 2020   | Ив Эмбер       |        |            |

## Экономика
В 2010 году среди 74 человек трудоспособного возраста (15-64 лет) 56 были экономически активными, 18 — неактивными (показатель активности — 75,7 %, в 1999 году было 69,4 %). Из 56 активных жителей работали 50 человек (27 мужчин и 23 женщины), безработных было 6 (1 мужчина и 5 женщин). Среди 18 неактивных 6 человек были учениками или студентами, 8 — пенсионерами, 4 были неактивными по другим причинам.